# Emsisoft Anti-Malware
Emsisoft Anti-Malware ist ein Antivirenprogramm der Firma Emsisoft Ltd. mit Sitz in Neuseeland (bis 2014 Österreich). Die erste Version wurde im Dezember 2003 von ihrem Entwickler Christian Mairoll, der das Unternehmen wenige Monate zuvor gegründet hatte, unter dem Namen a-squared Anti-Malware freigegeben. Im Jahr 2005 wurde das Produkt um die Verhaltensanalyse Malware-IDS (Intrusion Detection System) ergänzt und im Jahr darauf in Emsisoft Anti-Malware umbenannt.
Der Marktanteil der Software wurde zuletzt im Jahr 2011 auf 1 % des „weltweiten Antivirus-Software-Sektors“ geschätzt. Seit dem Jahr 2014 wird Emsisofts Anti-Malware-Engine auch in anderen Produkten wie Ashampoo Anti-Virus verwendet.

## Allgemeines
Im Gegensatz zu anderen Lösungen bietet Emsisoft Anti-Malware in der kostenlosen Version für die private, nichtgewerbliche Nutzung viele Funktionen, welche auch in der kommerziellen Version verfügbar sind, allerdings ohne den Echtzeitschutz zur Verhinderung neuer Infektionen. Die aktuelle Version enthält über 10 Millionen Signaturen.
Die Software arbeitet mit der Kombination aus einer Antivirus-Engine von Bitdefender und einer eigenen Anti-Malware-Engine. Eine inkrementelle Update-Funktion sucht mehrmals täglich nach neuen Programmversionen und Malware-Signaturen. Emsisoft Anti-Malware ist nur für Windows verfügbar.

## Funktionen
- Echtzeitschutz aller neuen und veränderten Dateien inklusive Downloads
- Verhaltensanalyse
- Abwehr von Zero-Day Malware, ohne Zeitverzögerung durch Updates
- Dual-Engine-Viren-/Malware-Scanner
- Surf-Schutz zum Blockieren von gefährlichen und betrügerischen Webseiten
- Signaturen werden mehrmals täglich gratis und automatisch durch Online-Updates aktualisiert
- Quarantäne zur sicheren Aufbewahrung von Funden
- Umfangreiche Protokollierung aller Emsisoft Komponenten

Nutzer einer Shareware-Version von Emsisoft Anti-Malware müssen nach einem Testzeitraum von 30 Tagen eine kostenpflichtige Lizenz erwerben. Andernfalls wird der essenzielle Echtzeitschutz deaktiviert. Die Software kann so nur noch zum nachträglichen Reinigen von Infektionen, nicht aber zu deren Vermeidung eingesetzt werden.

## Versionshistorie
- Oktober 2016: Version 12
- November 2015: Version 11 (erstmals auch als reine 64-Bit-Version verfügbar)
- Mai 2015: Version 10
- Juni 2014: Version 9
- Juli 2013: Version 8
- September 2012: Version 7 (nun mit Bitdefender im Doppel statt Ikarus)
- Oktober 2011: Version 6
- Dezember 2010: erstmals auch als Serverversion verfügbar
- Mai 2010: Version 5
- Oktober 2008: Version 4 (als „a-squared Anti-Malware“, mit Ikarus als zweiter Engine)[2]

## Sonstige Berichterstattungen
- CNET[9]
- PcMag.com[10]
- Chip.de Computermagazin[11]
- Heise.de[12][13]
- Downloadmix.de[14]
- PCtipp.ch[15]
- Computerbild.de[16]
- PCWelt.de[17]